# Родео (Дуранго)
Родео (исп. Rodeo) — посёлок и административный центр одноимённого муниципалитета в мексиканском штате Дуранго. Численность населения, по данным переписи 2010 года, составила 4 666 человек.